# شیستوسیت

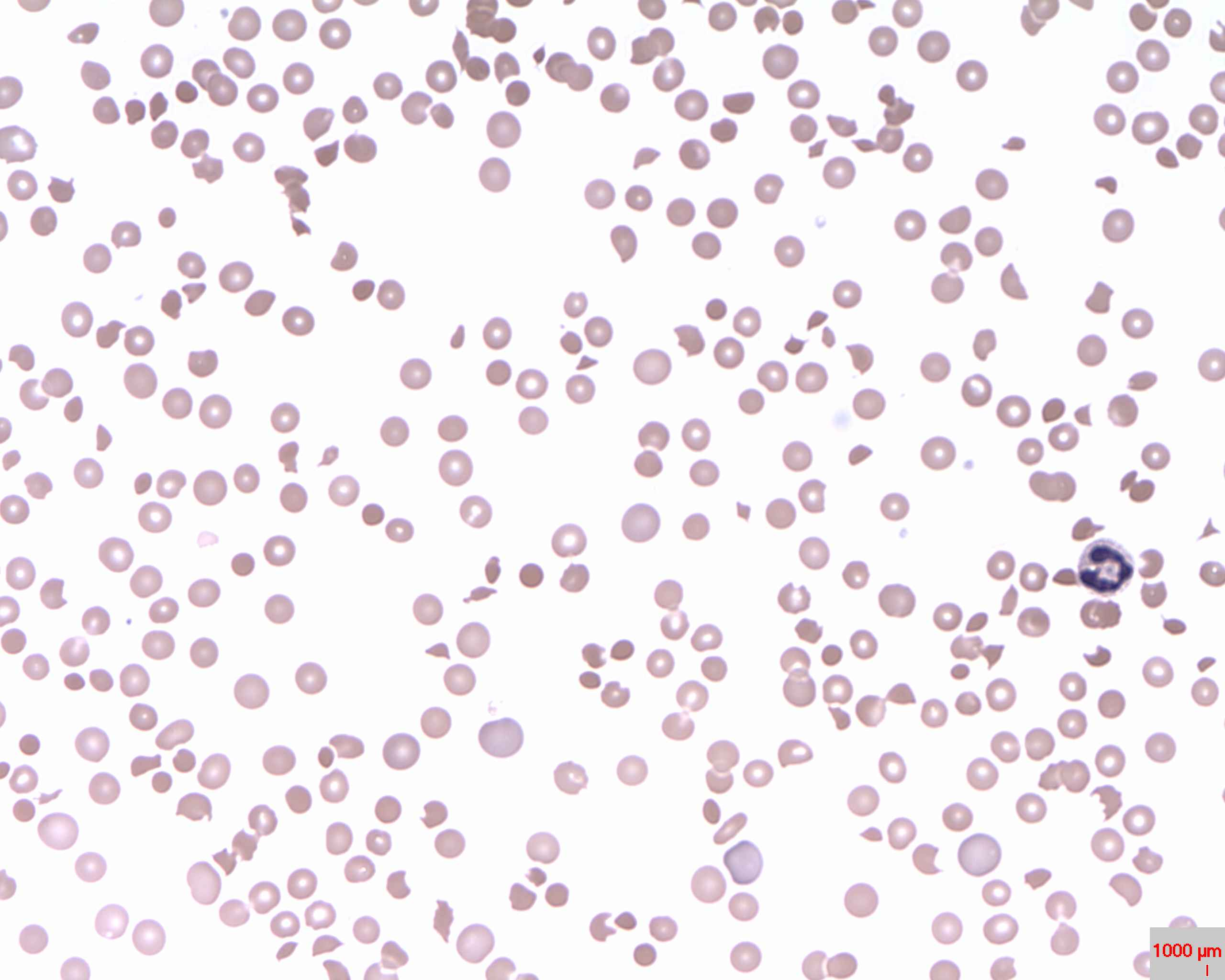
لام خون محیطی: بیمار با پورپورای ترومبوتیک ترومبوسیتوپنیک

یک شیستوسیت (به انگلیسی: Schistocyte) یک بخش تقسیم شده از سلول‌های قرمز خون است. شیستوسیت‌ها به‌طور معمول به شکلهای نامنظم، ناهموار، و دارای دو انتها می‌باشند.
شیستوسیت‌ها در بیماری‌هایی نظیر انعقاد درون‌رگی منتشر و میکروآنژیوپاتی‌های ترومبوتیک ایجاد می‌شوند.
شیستوسیت‌ها همچنین در بیماران مبتلا به کم خونی همولیتیک، داشتن دریچه‌های مصنوعی قلب و نشانگان همولیتیک اورمیک‌های پورپورای ترومبوتیک ترومبوسیتوپنیک دیده می‌شوند.